# Верлиока (повесть)
«Верлио́ка» — сказочная повесть Вениамина Каверина, написанная в 1981 году и впервые опубликованная в журнале «Новый мир» (1982). В ней рассказывается о противостоянии юноши Васи со злым волшебником Леоном Пещериковым, современным воплощением древнего воина по имени Верлиока.
В повести пересекаются различные сказочные, исторические и мифологические мотивы (по свидетельству автора, «что-то в духе Шамиссо, Гофмана и Шварца»), причём сам образ Верлиоки имеет мало общего с фольклорным славянским персонажем.

## Сюжет
СССР, 1970-е годы. Однажды по ошибке бездетному астроному Платону Платоновичу паспортистка вписала в графу паспорта «Дети» сына Василия. Через 15 лет после этого события, за неделю до Нового Года в доме Платона Платоновича появился 15-летний мальчик Вася. Вскоре он знакомится с соседской девочкой Ивой, которая пишет стихи и рассказы, и они много времени проводят вместе. Выясняется также, что у мальчика имеются волшебные способности.
Когда Иве исполняется 16 лет, за ней начинает ухаживать Пещериков, красивый молодой человек лет 25, приезжающий на «мерседесе» с букетами роз. Он представляется Главным Регистратором всех входящих и исходящих в городе Шабарша; изъясняется он сугубо канцелярским стилем. Когда он просит руку Ивы у её родителей, отец Ивы прогоняет его. При встрече с Васей он отшатывается и на миг как будто стареет на сотни лет. Пещериков уезжает, но два раза в неделю от него приходят письма Иве.
В сентябре, за месяц до своего 17-летия, Ива предлагает Васе отправиться в свадебное путешествие (а через два-три года пожениться) и заехать в том числе в город Шабарша. Они едут на «москвиче», взяв с собой кота Филю. Вскоре они встречают старого Ворона-предсказателя, который говорит, что Вася — это на самом деле венецианец Лоренцо, которого пятьсот лет назад чуть не убил злой Джироламо, имеющий много имён и воплощений.
По дороге в Шабаршу Вася помогает людям, пострадавшим от злых чар Пещерикова, проезжавшего здесь ранее: он спасает лодочника, который был заговорён и не мог пристать к берегу, а в городе Котома-Дядьке оживляет юношу Славу Кочергина, превращённого в статую из розового туфа. Жители города чествуют Васю и устраивают пышные проводы, но тут в гостинице похищают Иву. Вася понимает, что это сделал Пещериков и едет с Филей в Шабаршу, до которой 400 километров. По дороге он снова говорит с Вороном и тот открывает истинное имя того, кто воплощался в Джироламо, а теперь в Пещерикова — Верлиока. Это один из воинов, выросших из зубов дракона, которого не убил Ясон, потому что Верлиока притворился мёртвым.
Шабарша оказывается городом чиновников и бумаг, причём чиновники постепенно превращаются в бумаги, вкладывая в них свои души. От Луки Порфирьевича, секретаря Пещерикова, Вася узнаёт, что Пещериков превратил Иву в иву и она растёт в парке за домом. С помощью своих способностей Вася возвращает Иве память и человеческий облик. В это время бумаги устраивают бунт против Пещерикова и нападают на его дом, однако Верлиока (в облике тысячелетнего старика) и его секретарь через трубу улетают из города. После этого Шабарша исчезает с географических карт.
Вася и Ива преследуют Верлиоку, они попадают в пустыню и по дороге им помогают преодолеть препятствия мертвецы, замученные Верлиокой. Когда Вася достигает замка Верлиоки, тот предлагает ему в подарок светящийся шар, который отвечает на любые вопросы, но Вася отказывается и произносит имя Верлиоки. Тот распадается на множество маленьких верлиок, который в погоне за брошенным Васей шаром убивают друг друга. Вася и Ива возвращаются домой. На праздничном обеде кот Филя случайно замечает под столом маленького верлиоку, но не может поймать его. Через некоторое время к Васе в образе Дамы приходит Судьба, которая говорит, что он выполнил свой предназначение и что в своё время она вызвала его к жизни для борьбы с Верлиокой. Однако Вася убеждает судьбу оставить его на земле.

## Персонажи
- Платон Платонович — астроном на пенсии, вдовец, живёт в загородном доме в посёлке Сосновая Гора под Москвой
- Вася (Василий Платонович) — сын Платона Платоновича, а также воплощение юноши Лоренцо, жившего в Венеции в XVI веке
- Ольга Ипатьевна — старушка, домработница Платона Платоновича
- Шотландская Роза — комнатная роза в доме Платона Платоновича
- Филя (Филипп Сергеевич) — розовато-рыжий кот в доме Платона Платоновича
- Ива Иванова — девочка, живущая по соседству с Платоном Платоновичем
- Алексей Львович — отец Ивы
- Марья Петровна — мать Ивы
- Леон Спартакович Пещериков — «Главный Регистратор всех входящих и исходящих» в городе Шабарша, современное воплощение Верлиоки (другие воплощения — шпион Совета Десяти в Венеции, мафиозо в Сицилии, обергруппенфюрер в Баварии)
- Лука Порфирьевич — птица-секретарь Пещерикова в Шабарше

## Публикация, адаптации
Повесть закончена 2 июня 1981 года. Опубликована в № 1 журнала «Новый мир» за 1982 год (сс. 6—86). Главы из повести ранее печатались также в газете «Литературная Россия» (1981, 1 мая) под названием «Всё это было так или не совсем так…».
В 1983 году вышла отдельным изданием в издательстве «Современник» (серия «Новинки „Современника“») с иллюстрациями В. Тё, в том же году была включена в заключительный 8 том собрания сочинений Вениамина Каверина (издательство «Художественная литература»).
Переведена на словацкий язык (Veniamin Kaverin. Verlioka. Román-rozprávka. Bratislava: Slovenský spisovateľ, 1985. Перевод: Jozef Marušiak).
В начале 1980-х гг. режиссёр Сергей Рудзинский поставил спектакль по повести в Омском театре для детей и молодёжи.